# (53468) Varros
(53468) Varros est un astéroïde de la ceinture principale.

## Description
(53468) Varros est un astéroïde de la ceinture principale. Il fut découvert le 2 janvier 2000 à Gnosca par Stefano Sposetti. Il présente une orbite caractérisée par un demi-grand axe de 2,22 UA, une excentricité de 0,07 et une inclinaison de 2,8° par rapport à l'écliptique.

## Compléments